# Gateway-to-Gateway Protocol
GGP (Gateway-to-Gateway Protocol) é um protocolo utilizado pelos roteadores de núcleo originais para troca de informações de roteamento.
Baseia-se no método vetor de distância (da mesma forma que o RIP), mas com a diferença de que a informação trocada entre os roteadores consiste somente de um conjunto de pares (N,D), em que N é o endereço IP da rede, e D, a distância em hops até essa rede.

## Tipos de mensagens
Existem 4 tipos de mensagens GGP.
No 1º octeto da mensagem, insere-se a identificação do seu tipo (o valor 12 identifica a mensagem de atualização de rota).
Existe também a mensagem que confirma ou não o recebimento de uma mensagem de atualização. Essas mensagens não são visualizáveis em terminais, são apenas trocas de informações entre roteadores ou interfaces diferentes.
As mensagens vistas no terminal são as de Echo Request - que indica que um pacote, enviado por um destinatário, foi recebido pela máquina ou a rede à qual o pacote era destinado - e Echo Reply, que retorna ao emissor original com um aviso de recebimento dos pacotes.